# Reunited Worlds
Reunited Worlds (Hangul: 다시 만난 세계; RR: Dashi Mannan Segye, lit.: Into the World Again), es una serie de televisión surcoreana transmitida desde el 19 de julio de 2017 hasta el 21 de septiembre de 2017, a través de SBS.

## Sinopsis
Sung Hae-sung es un estudiante de secundaria; para festejar el día en que cumple diecinueve años, su novia y amiga de la infancia Jung Jung-won le prepara una fiesta sorpresa en su casa. Para mantenerlo lejos mientras preparan todo, Jung-won le miente y le pide que vaya a la escuela y busque su cartera, la cual había dejado ahí. Sin embargo las cosas salen mal, cuando en el camino, Hae-sung se encuentra con una escena impactante y mientras intenta pedir ayuda es atropellado por un automóvil y muere.
Doce años después del accidente Hae-sung de repente despierta en el techo del edificio de la escuela sano y salvo. Cuando se reecuentra con Jung-won se da cuenta de que aunque ambos nacieron el mismo año, ahora lucen completamente diferentes, Jung-won ha envejecido y ahora tiene 31 años, mientras que él aún mantiene la misma apariencia joven de que tenía a los 19 años.
Con la ayuda de sus amigos, Hae-sung se propone arreglar las cosas por el bien de su familia y resolver los misterios que rodean su muerte y su resurrección.

## Reparto

### Personajes principales[3]
| Actor                       | Personaje                                        | N.º de episodios | Notas |
| --------------------------- | ------------------------------------------------ | ---------------- | --- |
| Yeo Jin-goo                 | Sung Hae-sung (19 años)                          | 40               | Es un joven que muere cuando tenía 19 años y que años después aparece vivo y con la misma apariencia joven.                                                                          |
| Lee Yeon-hee Jung Chae-yeon | Jung Jung-won (31 años) Jung Jung-won (de joven) | 40               | Es la amiga de la infancia de Sung Hae-sung, así como su interés romántico. Cuando Hae-sung muere queda destruida, sin embargo doce años después se reencuentra con él sano y salvo. |
| Ahn Jae-hyun                | Cha Min-joon (34 años)                           | -                | Es el guapo y amigable chef principal y propietario de un famoso restaurante. Está enamorado de Jung Jung-won, quien trabaja como asistente de chef en su restaurante.               |

### Personajes secundarios
| Actor                       | Personaje                                                | N.º de episodios | Notas |
| --------------------------- | -------------------------------------------------------- | ---------------- | --- |
| Shin Soo-ho Kim Min-sang    | Kil Moon-shik (31 años) Kil Moon-shik (de joven)         | -                | Es un empleado del Centro de Servicio Electrónico, así como un amigo de la escuela de Sung Hae-sung.       |
| Lee Si-eon Park Sung-joon   | Shin Ho-bang (31 años) Shin Ho-bang (de joven)           | -                | Es un oficial de la policía. Así como uno de los amigos de Sung Hae-sung y Jung Jung-won.                  |
| Kim Jin-woo Choi Soo-han    | Cha Tae-hoon (31 años) Cha Tae-hoon (de joven)           | -                | Es el director ejecutivo de una tienda por departamentos, así como el medio hermano menor de Cha Min-joon. |
| Park Jin-joo Park Jin-soo   | Hong Jin-joo (31 años) Hong Jin-joo (de joven)           | -                | Es una instructora de yoga.                                                                                |
| Yoon Sun-woo Park Joon-mok  | Dr. Sung Yeong-joon (30 años) Sung Yeong-joon (de joven) | -                | Es el hermanastro de Sung Hae-sung, así como un cirujano de tórax.                                         |
| Kwak Dong-yeon Jeon Jin-seo | Sung Hae-cheol (25 años) Sung Hae-cheol (de joven)       | -                | Es el verdadero hermano menor de Sung Hae-sung.                                                            |
| Kim Ga-eun Lee Young-eun    | Sung Yeong-in (26 años) Sung Yeong-in (de joven)         | -                | Es la hermanastra menor de Sung Hae-sung, así como una emplead de una tienda departamental de ropa.        |
| Kim Hye-jun Choi Yoo-ri     | Sung Soo-ji (19 años) Sung Soo-ji (de joven)             | -                | Es la hermanastra menor de Sung Hae-sung, así como una estudiante.                                         |
| Kim Ha-na                   | Sung Gong-joo                                            | -                | Es la hija de Sung Hae-cheol y sobrina de Sung Hae-sung.                                                   |
| Park Seung-tae              | Kang Mal-yi                                              | -                | Es la abuela de Sung Hae-sung.                                                                             |
| Choi Min-sung Choi Sung-min | Dong Hyun (de adulto) Dong Hyun (de joven)               | -                | Es un empleado del restaurante.                                                                            |
| Ahn Sol-bin                 | Nam Soon-ji                                              | -                | Es una empleada del restaurante.                                                                           |
| Park Yeong-gyu              | Cha Kwon-pyo                                             | -                | Es el padre de Cha Min-joon y Cha Tae-hoon, así como el presidente de la escuela "Cheongho High School".   |
| Bang Eun-hee                | Yoon Mi-na                                               | -                | Es la madre de Cha Tae-hoon y la segunda esposa de Cha Kwon-pyo.                                           |
| Han So-hee                  | Lee Seo-won                                              | -                | Es la novia de Sung Yeong-joon, una periodista de moda y la hija del director del hospital.                |
| Kim Byung-se                | Lee Gun-chul                                             | -                | Es un doctor y director del hospital, así como el padre de Lee Seo-won.                                    |
| Kyeon Mi-ri                 | Soon Myung-ok                                            | -                | Es la madre de Lee Seo-won.                                                                                |
| Kang Tae-sung               | Park Dong-seok / Jason Park                              | -                | |
| Sung Chang-hoon             | Jang Sang-hoon                                           | -                | |

### Otros personajes
| Actor                | Personaje       | Episodios donde apareció | Notas                                           |
| -------------------- | --------------- | ------------------------ | ----------------------------------------------- |
| Jeon Gook-hwan       | Ha Do-kwon      | -                        | Es un artesano.                                 |
| Lee Je-yeon          | Yang Kyung-chul | -                        |                                                 |
| Park Hyun-sook       | -               | -                        | Es la tía materna de Cha Min-joon.              |
| Choo Soo-bin         | -               | -                        |                                                 |
| Kim Mi-hye           | -               | -                        | Es una de las clientes del camión de comida.    |
| Kim Ji-hoon          | -               | -                        | Es un joven niño.                               |
| Min Joon-ho          | Ahn Moon-kwang  | -                        | Es un sous-chef del restaurante.                |
| Jung Wook (정욱)     | Kim Han-min     | -                        | Es un empleado del restaurante.                 |
| Park Jong-seol       | -               | -                        |                                                 |
| Kim Young-woong      | -               | -                        | Es un prestamista.                              |
| Bae Jin-woong        | -               | -                        | Es un prestamista.                              |
| Baek Ji-won          | -               | -                        | Es una arrendadora.                             |
| Ok Ye-ri             | -               | -                        |                                                 |
| Geum Bo              | -               | -                        | Es un youtuber famoso de las redes sociales.    |
| Kang Ro-chae         | -               | -                        | Es una mujer en el café.                        |
| Jung Jong-woo        | -               | 17                       | Es un hombre en la confrontación.               |
| Sung Min-jun         | -               | 36                       | Es un pequeño en el parque del lago.            |
| Oh Yoo-mi            | -               | -                        | Es una doctora.                                 |
| Joo Byung-ha         | -               | -                        | Es un hombre que se encuentra con su pareja.    |
| Jeon Jin-ki          | -               | -                        |                                                 |
| Woo Yeon-seo         | -               | -                        |                                                 |
| Lee Gyu-ho           | -               | -                        |                                                 |
| Song Min-jae         | -               | -                        | Es un niño con un globo llorando por su madre.  |
| Han Eun-sun          | -               | -                        | Es una excompañera de colegio de Jung Jung-won. |
| Oh Jung-tae (오정태) | -               | -                        | Es un vendedor de pulseras.                     |
| Yang Joo-ho (양주호) | -               | -                        | Es un informante.                               |

### Apariciones especiales
| Actor        | Personaje        | Episodios donde apareció | Notas                                   |
| ------------ | ---------------- | ------------------------ | --------------------------------------- |
| Ahn Kil-kang | Ahn Tae-bok      | -                        |                                         |
| Kim Hee-jung | Nam Yoo-min      | -                        | Es la madre biológica de Sung Gong-joo. |
| Seo Yi-sook  | -                | 5                        | Es la madre de Jung Jung-won.           |
| Yoon Mi-ra   | Lady Do Rak-soon | -                        |                                         |

## Episodios
La serie está conformada por 40 episodios, los cuales fueron emitidos todos los miércoles y jueves a las 22:00 (KST).

### Índices de audiencia
Los números en color rojo indican las calificaciones más bajas, mientras que los números en azul indican las calificaciones más altas.
| Ep.      | Fecha de emisión         | Participación promedio de audiencia | Participación promedio de audiencia | Participación promedio de audiencia | Participación promedio de audiencia |
| Ep.      | Fecha de emisión         | TNmS                                | TNmS                                | AGB Nielsen                         | AGB Nielsen                         |
| Ep.      | Fecha de emisión         | Nacional                            | Seúl                                | Nacional                            | Seúl                                |
| -------- | ------------------------ | ----------------------------------- | ----------------------------------- | ----------------------------------- | ----------------------------------- |
| 1        | 19 de julio de 2017      | 5.5% (NR)                           | 6.3% (NR)                           | 6.0% (NR)                           | 6.8%(18.ª)                          |
| 2        | 19 de julio de 2017      | 6.6% (NR)                           | 7.9% (14.ª)                         | 7.5% (16.ª)                         | 8.6% (9.ª)                          |
| 3        | 20 de julio de 2017      | 6.1% (NR)                           | 7.1% (18.ª)                         | 6.0% (NR)                           | 6.7% (18.ª)                         |
| 4        | 20 de julio de 2017      | 6.8% (20.ª)                         | 8.2% (13.ª)                         | 7.2% (15.ª)                         | 8.1% (10.ª)                         |
| 5        | 26 de julio de 2017      | 6.7% (NR)                           | 7.0% (19.ª)                         | 6.3% (NR)                           | 7.2% (16.ª)                         |
| 6        | 26 de julio de 2017      | 8.2% (14.ª)                         | 9.0% (8.ª)                          | 7.5% (13.ª)                         | 8.3% (12.ª)                         |
| 7        | 27 de julio de 2017      | 6.2% (NR)                           | 7.1% (NR)                           | 7.2% (16.ª)                         | 8.2% (12.ª)                         |
| 8        | 27 de julio de 2017      | 6.9% (NR)                           | 7.4% (18.ª)                         | 8.0% (12.ª)                         | 8.7% (10.ª)                         |
| 9        | 2 de agosto de 2017      | 6.3% (19.ª)                         | 6.9% (17.ª)                         | 6.6% (18.ª)                         | 8.0% (11.ª)                         |
| 10       | 2 de agosto de 2017      | 7.2% (14.ª)                         | 7.6% (13.ª)                         | 7.9% (11.ª)                         | 9.3% (5.ª)                          |
| 11       | 3 de agosto de 2017      | 6.3% (NR)                           | 7.0% (17.ª)                         | 6.7% (NR)                           | 7.7% (17.ª)                         |
| 12       | 3 de agosto de 2017      | 6.2% (NR)                           | 7.4% (NR)                           | 7.5% (17.ª)                         | 8.8% (10.ª)                         |
| 13       | 9 de agosto de 2017      | 5.4% (NR)                           | 5.6% (NR)                           | 5.5% (NR)                           | 5.7% (NR)                           |
| 14       | 9 de agosto de 2017      | 6.0% (NR)                           | 6.5% (16.ª)                         | 6.5% (20.ª)                         | 7.1% (17.ª)                         |
| 15       | 10 de agosto de 2017     | 6.6% (NR)                           | 6.7% (20.ª)                         | 6.2% (NR)                           | 6.6% (19.ª)                         |
| 16       | 10 de agosto de 2017     | 6.9% (20.ª)                         | 7.2% (17.ª)                         | 7.0% (NR)                           | 7.5% (16.ª)                         |
| 17       | 16 de agosto de 2017     | 4.9% (NR)                           | 5.4% (NR)                           | 6.4% (NR)                           | 6.9% (16.ª)                         |
| 18       | 16 de agosto de 2017     | 5.7% (NR)                           | 6.0% (NR)                           | 6.8% (19.ª)                         | 7.1% (15.ª)                         |
| 19       | 17 de agosto de 2017     | 6.2% (NR)                           | 6.5% (20.ª)                         | 6.7% (19.ª)                         | 7.0% (15.ª)                         |
| 20       | 17 de agosto de 2017     | 6.6% (19.ª)                         | 6.6% (19.ª)                         | 7.5% (13.ª)                         | 7.8% (13.ª)                         |
| 21       | 23 de agosto de 2017     | 5.4% (NR)                           | 5.5% (NR)                           | 5.6% (NR)                           | 5.7% (NR)                           |
| 22       | 23 de agosto de 2017     | 6.2% (NR)                           | 7.0% (NR)                           | 6.7% (20.ª)                         | 7.5% (16.ª)                         |
| 23       | 24 de agosto de 2017     | 6.3% (NR)                           | 6.8% (NR)                           | 5.9% (NR)                           | 6.4% (NR)                           |
| 24       | 24 de agosto de 2017     | 6.6% (19.ª)                         | 6.5% (19.ª)                         | 7.1% (19.ª)                         | 7.7% (17.ª)                         |
| 25       | 30 de agosto de 2017     | 5.3% (NR)                           | 5.7% (NR)                           | 5.4% (NR)                           | 5.8% (NR)                           |
| 26       | 30 de agosto de 2017     | 6.2% (NR)                           | 6.7% (16.ª)                         | 6.8% (18.ª)                         | 6.8% (17.ª)                         |
| 27       | 31 de agosto de 2017     | 4.6% (NR)                           | 5.1% (NR)                           | 6.3% (NR)                           | 6.8% (NR)                           |
| 28       | 31 de agosto de 2017     | 5.0% (NR)                           | 5.4% (NR)                           | 6.5% (NR)                           | 6.9% (NR)                           |
| 29       | 6 de septiembre de 2017  | 5.5% (NR)                           | 6.4% (18.ª)                         | 5.1% (NR)                           | 5.3% (NR)                           |
| 30       | 6 de septiembre de 2017  | 6.1% (NR)                           | 6.2% (19.ª)                         | 6.6% (18.ª)                         | 7.4% (14.ª)                         |
| 31       | 7 de septiembre de 2017  | 5.2% (NR)                           | 6.3% (19.ª)                         | 5.7% (20.ª)                         | 6.5% (18.ª)                         |
| 32       | 7 de septiembre de 2017  | 5.7% (NR)                           | 6.5% (17.ª)                         | 6.4% (17.ª)                         | 7.1% (14.ª)                         |
| 33       | 13 de septiembre de 2017 | 5.0% (NR)                           | 5.5% (19.ª)                         | 4.5% (NR)                           | 5.5% (NR)                           |
| 34       | 13 de septiembre de 2017 | 5.6% (20.ª)                         | 6.2% (16.ª)                         | 5.8% (18.ª)                         | 6.4% (14.ª)                         |
| 35       | 14 de septiembre de 2017 | 5.2% (NR)                           | 6.0% (20.ª)                         | 5.3% (NR)                           | 5.9% (NR)                           |
| 36       | 14 de septiembre de 2017 | 6.5% (19.ª)                         | 7.4% (14.ª)                         | 6.1% (20.ª)                         | 6.8% (15.ª)                         |
| 37       | 20 de septiembre de 2017 | 5.7% (NR)                           | 5.4% (20.ª)                         | 5.4% (NR)                           | 6.0% (17.ª)                         |
| 38       | 20 de septiembre de 2017 | 6.6% (18.ª)                         | 6.7% (17.ª)                         | 6.6% (16.ª)                         | 7.5% (13.ª)                         |
| 39       | 21 de septiembre de 2017 | 5.3% (NR)                           | 6.4% (16.ª)                         | 6.1% (20.ª)                         | 6.2% (18.ª)                         |
| 40       | 21 de septiembre de 2017 | 6.0% (20.ª)                         | 6.9% (14.ª)                         | 6.7% (17.ª)                         | 7.0% (13.ª)                         |
| Promedio | Promedio                 | 6.04%                               | 6.61%                               | 6.44%                               | 7.08%                               |

## Música
El OST de la serie está conformado por las siguientes canciones:

### Parte 1
| N.º | Intérprete                   | Canción                   | Letra | Música | Duración |
| --- | ---------------------------- | ------------------------- | ----- | ------ | -------- |
| 1   | Jo Hyun-ah (de Urban Zakapa) | "Waiting for You"         | -     | -      | 3:51     |
| 2   |                              | "Waiting for You" (Inst.) | -     | -      | 3:51     |

### Parte 2
| N.º | Intérprete  | Canción                             | Letra | Música | Duración |
| --- | ----------- | ----------------------------------- | ----- | ------ | -------- |
| 1   | Taru (타루) | "You In Front Of Me" (내 눈앞에 너) | -     | -      | -        |
| 2   |             | "You In Front Of Me" (Inst.)        | -     | -      | -        |

### Parte 3
| N.º | Intérprete    | Canción                   | Letra | Música | Duración |
| --- | ------------- | ------------------------- | ----- | ------ | -------- |
| 1   | SE O (임서영) | "Sad Heart" (아련한 마음) | -     | -      | -        |
| 2   |               | "Sad Heart" (Inst.)       | -     | -      | -        |

### Parte 4
| N.º | Intérprete    | Canción                              | Letra | Música | Duración |
| --- | ------------- | ------------------------------------ | ----- | ------ | -------- |
| 1   | Yun Ddan Ddan | "I'll See You Again" (다시 만날거야) | -     | -      | -        |
| 2   |               | "I'll See You Again" (Inst.)         | -     | -      | -        |

### Parte 5
| N.º | Intérprete | Canción               | Letra | Música | Duración |
| --- | ---------- | --------------------- | ----- | ------ | -------- |
| 1   | Kim So-hee | "Oh! My God!"         | -     | -      | -        |
| 2   |            | "Oh! My God!" (Inst.) | -     | -      | -        |

### Parte 6
| N.º | Intérprete    | Canción                 | Letra | Música | Duración |
| --- | ------------- | ----------------------- | ----- | ------ | -------- |
| 1   | Yoo Seung-woo | "Don't Worry" (걱정 마) | -     | -      | -        |
| 2   |               | "Don't Worry" (Inst.)   | -     | -      | -        |

### Parte 7
| N.º | Intérprete    | Canción           | Letra | Música | Duración |
| --- | ------------- | ----------------- | ----- | ------ | -------- |
| 1   | SE O (임서영) | "Kiss Me"         | -     | -      | -        |
| 2   |               | "Kiss Me" (Inst.) | -     | -      | -        |

## Premios y nominaciones
| Año  | Categoría                                                   | Premios          | Trabajo        | Resultado |
| ---- | ----------------------------------------------------------- | ---------------- | -------------- | --------- |
| 2017 | Top Excellence Award, Actor in a Wednesday–Thursday Drama   | SBS Drama Awards | Yeo Jin-goo    | Nominado  |
| 2017 | Top Excellence Award, Actress in a Wednesday–Thursday Drama | SBS Drama Awards | Lee Yeon-hee   | Nominada  |
| 2017 | Excellence Award, Actor in a Wednesday–Thursday Drama       | SBS Drama Awards | Ahn Jae-hyun   | Nominado  |
| 2017 | Mejor actor de reparto                                      | SBS Drama Awards | Lee Si-eon     | Nominado  |
| 2017 | Mejor actriz de reparto                                     | SBS Drama Awards | Park Jin-joo   | Ganó      |
| 2017 | Mejor actriz revelación                                     | SBS Drama Awards | Jung Chae-yeon | Nominada  |

## Producción
La serie fue creada por Lee Yong-seok, también es conocida como "Into the New World" y/o "Into the World Again".
Fue dirigida por Baek Soo-chan (백수찬) , quien contó con el apoyo del guionista Lee Hee-myung (이희명) y la producción ejecutiva estuvo a cargo de Lee Young-suk.
La cinematografía estuvo a cargo de Hong Sung-kil, Lim Woo-shik y Heo Dae-sun. Mientras que la edición fue realizada por Jang Shi-yun.
También contó con el apoyo del compositor Park Se-joon.
La primera lectura del guion fue realizada el 22 de junio de 2017 y las filmaciones iniciaron el 24 de junio del mismo año.
La serie también contó con el apoyo de la compañía de producción "imTV" y fue emitida por la Seoul Broadcasting System (SBS).

### Distribución internacional
| País      | Título               | Cadena      | Fecha de estreno       | Notas |
| --------- | -------------------- | ----------- | ---------------------- | ----- |
| Filipinas | Into the World Again | GMA News TV | 9 de diciembre de 2019 |       |
| Australia |                      | Netflix     | -                      |       |